# George Abe
Pour les articles homonymes, voir Abe.
George Abe (安部 譲二, Abe Jōji), né Naoya Abe (安部 直也, Abe Naoya) le 17 mai 1937 à Tokyo et mort le 1er septembre 2019 d'une pneumonie, est un mangaka japonais. Il a commencé sa carrière de mangaka assez tardivement, et est connu en France surtout par sa série Rainbow, où il a collaboré avec Masasumi Kakizaki. Il en a fait de même avec la série Apsaras, et il est l'auteur d'un one-shot, nommé Yakuza to seido no suteki na menmen.

## Histoire
George Abe a connu les temps difficiles qui ont suivi la fin de la Seconde Guerre mondiale, et il a également fait un séjour en maison de correction. C'est ce qui l'a inspiré lors de la création de la série Rainbow, notamment pour les personnages. Cependant, il cherche à sortir de cette misère, et devient présentateur de télévision, puis se lance dans la littérature classique. Il en vient par la suite aux mangas.

### Source de la traduction
- (ja) Cet article est partiellement ou en totalité issu de l’article de Wikipédia en japonais intitulé « 安部譲二 » (voir la liste des auteurs).